# Stadion Torpedo w Kokczetawie
Stadion Torpedo – stadion piłkarski w Kokczetawie, w Kazachstanie. Swoje mecze rozgrywa na nim drużyna Okżetpes Kokczetaw. Obiekt może pomieścić 8000 widzów.